# Elephantomyia fuscodorsata
Elephantomyia fuscodorsata är en tvåvingeart som beskrevs av Alexander 1955. Elephantomyia fuscodorsata ingår i släktet Elephantomyia och familjen småharkrankar.
Artens utbredningsområde är Madagaskar. Inga underarter finns listade i Catalogue of Life.